# Uriel (gruppo musicale)
Gli Uriel sono stati una progressive rock band inglese, formata nel 1968 ed appartenente alla scena di Canterbury.
La formazione originale era composta da Steve Hillage (chitarra e voce), Dave Stewart (tastiere), Clive Brooks (percussioni) e Mont Campbell (basso e voce). Quando, nel 1969, Hillage lasciò il gruppo per dedicarsi agli studi universitari, i membri rimanenti mutarono il nome in Egg. Nel giugno dello stesso anno, dopo una registrazione per la casa discografica Decca, la band si riunì con il nome "Arzachel": l'omonimo album, registrato in una sola sessione a Londra e pubblicato in un numero ridotto di copie, è diventato un raro pezzo da collezione. Venne però rimasterizzato su CD nel 1994.

## Discografia
- 1969 Arzachel - inciso come Arzachel (Egg/Roulette),CD: Drop Out nel 1994
- 2007 Arzachel - inciso come Uriel (Egg Archive), CD riedizione del precedente album con l'aggiunta di demo inediti degli Uriel